# 曼熱利亞
49°19′38″N 33°38′46″E / 49.32722°N 33.64611°E
曼熱利亞（烏克蘭語：Манжелія），是烏克蘭中部的村莊，隸屬波爾塔瓦州的克雷門丘克區。該村距離拉馬涅2公里和扎莫日涅8公里，面積9.42平方公里，海拔高度98米，2001年人口1,114。